# 久罗
久罗，是匈牙利费耶尔州所辖的一个村。总面积24.37平方公里，总人口1275，人口密度52.3人/平方公里（2011年1月1日）。